# Selenipedium
Selenipedium Rchb.f. (1854) es un  género de cinco especies monopodiales litófitas de orquídeas de la Subfamilia Cypripedioideae de la familia de las (Orchidaceae). Estas orquídeas de tallos largos como bambú y flores en racimo, se distribuyen por Costa Rica y hacia el sur por Colombia y Brasil. Se encuentran muy amenazadas por la destrucción de su hábitat. Géneros aliados son: Cypripedium, Paphiopedilum, Mexipedium y Phragmipedium.

## Etimología
El nombre Selenipedium (Sel.), deriva del griego selen = "luna", y pedium = "zapatilla" en referencia a su labelo con forma de saco.
Nombre común:
- Orquídea mocasín

Sinónimos:
- Selenipedilum Pfitzer (1888)

## Hábitat
Estas orquídeas terrestres están muy amenazadas por la destrucción de su medio por la deforestación para la agricultura.  Se distribuyen por Costa Rica y hacia el Sur por Colombia y la cuenca del Amazonas del Ecuador y Brasil.

## Descripción
El género Selenipedium consta de unas seis especies que presentan unos tallos largos de caña como el bambú, y hojas picudas prominentes, que llevan unas flores pequeñas con labelos en forma de bolsas. Estas orquídeas raramente se cultivan. Muchas de las especies que llevan el nombre Selenipedium pertenecen en realidad al género Phragmipedium.

El género presenta tallos terrestres largos, algunos alcanzan hasta 3 m, con hojas estrechas lanceoladas de aspecto de hierba, picudas, alternando a cada lado del tallo. En la parte del extremo se encuentra la inflorescencia en racimo, con flores pequeñas que tienen los sépalos laterales fusionados juntos y el labelo con forma de zapatilla. La columna tiene dos anteras fértiles, una en cada lado y un estaminodio situado en el centro que cubre la parte alta de la columna.

Las vainas de las semillas de estas orquídeas (Selenipedium chica) se usaron hace tiempo como sustitutivos de la vanilla, pero las selenipedium se cultivan hoy en día raramente, en parte por la dificultad de hacerlo y en parte por el tamaño tan pequeño de sus flores.

## Especies deSelenipedium
La especie tipo: Selenipedium chica Rchb.f. (1854)
- Selenipedium aequinoctiale Garay (1978). (El Selenipidum ecuatorial) es una orquídea terrestre que se encuentra en Ecuador.
- Selenipedium chica Rchb.f. (1854)
- Selenipedium isabelianum Barb.Rodr. (1874) (Brasil)
- Selenipedium palmifolium (Lindl.) Rchb. f. (1854). Flor de tierra seca, su hábitat está en peligro por la deforestación en la cuenca del Amazonas por la agricultura.
- Selenipedium steyermarkii Foldats (1961). (Brasil, Venezuela)